# Debattenland
Het Debattenland (Frans: Terre des Débats) was in de middeleeuwen een betwist gebied tussen het graafschap Vlaanderen en het graafschap Henegouwen.
Het omvatte de huidige Henegouwse dorpen Lessen, Vloesberg, Lessenbos, Elzele, Ogy, Papegem en Wodecq.  Het was een strategisch gebied met versterkingen in de heuvels van wat nu de Vlaamse Ardennen en het Pays des Collines genoemd wordt.
De betwisting ontstond in 1280, na de dood van Margaretha van Constantinopel, die zowel gravin van Vlaanderen als van Henegouwen was. Haar zoon Gwijde van Dampierre kreeg Vlaanderen in 1278; haar kleinzoon Jan II van Avesnes erfde Henegouwen in 1280. Jan van Oudenaarde, die op dat moment heer was van Vloesberg en Lessen, bekende zich eerst tot Henegouwen en dan weer tot Vlaanderen. De meeste mensen spraken er Picardisch zoals in bijna heel Henegouwen. In 1302 en 1303 bezetten Henegouwse en Vlaamse legers afwisselend het stadje Lessen, dat in 1303 na een Vlaamse overwinning zo goed als vernield werd. 
Ondanks allerlei arbitrages en verdragen (in 1324, 1333, 1354, 1368) bleef het conflict de hele 14e eeuw voortduren, zelfs als onder de Bourgondische hertogen de beide graafschappen weer in één hand kwamen. In 1515 plaatste keizer Karel V het gebied onder sekwester. De kwestie werd pas opgelost in 1737, toen het Henegouwse gezag werd erkend.